# Villa Fulvia
Villa Fulvia è un quartiere di Ferrara, facente parte della Circoscrizione 4. Il suo nome deriva dall'antica villa trecentesca attorno alla quale è sorto l'attuale quartiere.

## Storia
La storia del quartiere risale al XV secolo, quando in una zona boschiva lungo l'attuale via per Comacchio chiamata Le Fratte per via della folta vegetazione, sorgeva un convento con oratorio gestito da una piccola comunità di frati cappuccini, che qui vi si ritirarono nel 1537. 
Successivamente la comunità di frati si trasferì a Ferrara nei pressi della certosa, lasciando il luogo in uno stato di abbandono sino a quando il complesso monastico venne acquistato da Lucrezia Roverella, vedova del principe Pio di Savoia, la quale scelse questo luogo appartato della campagna limitrofa alla città per allontanarsi dalla vita mondana ed effimera del ducato. Alle Fratte, la dama estense poteva trascorrere le sue giornate circondata dalla tranquillità della campagna e dedicarsi alla preghiera nel piccolo oratorio, ricevendo di tanto in tanto le visite da parte della figlia Eleonora Bevilaqua.
Ma le visite esterne cominciarono un giorno a farsi sempre più frequenti quando arrivarono da Ferrara amicizie e vecchie conoscenze a fare visita alla dama, la quale si ritrovò così disturbata nel suo desiderio di tranquillità e contrariata per la scarsa discrezione dimostrata dai suoi ospiti. Lucrezia Roverella, stanca delle frequenti incursioni dalla città, cominciò a pentirsi di avere acquistato Le Fratte che si rivelò un luogo troppo vicino alla città, ed in breve tempo decise di abbandonarlo ed è da quel momento che, facendo riferimento alla sua proprietà, cominciò col chiamarla Il Pentimento. Con un atto notarile del 1575, nove anni prima della morte di Lucrezia, la dimora fu assegnata in eredità alla figlia Eleonora sempre col nome di "villa Il Pentimento". 
Da quel momento la villa passò in mano a diversi proprietari durante i secoli successivi, sino a giungere in possesso, ai primi del Novecento, al dottor Beltrame che ne mutò il nome con quello della figlia, divenendo così Villa Fulvia.
Le origini della villa si fanno risalire al 1360, anche se i successi interventi di ammodernamento ne hanno modificato notevolmente l'aspetto esterno, in particolare i lavori del 1774 che le donarono uno stile barocco. Tali interventi previdero l'aggiunta della cimasa sul tetto dell'edificio e alcune statue in pietra alternate agli alberi di acacia poste lungo il viale di accesso alla villa. Di epoca più recente sono invece le statue collocate lungo il muro di cinta che rappresentano delle allegorie delle quattro stagioni.
Gli unici elementi architettonici rimasti che testimoniano le sue radici medievali sono rappresentate dai merli dei muri esterni e da alcune finestre a sesto acuto.
Negli anni '60 la villa e il parco furono acquistati da un impresario tedesco che mise in atto un notevole progetto di lottizzazione dell'area circostante, a quel tempo ancora coltivata a frutteti, con il progetto di creare un sobborgo residenziale immerso nel verde. Per salvaguardare i pregi architettonici della villa e il verde circostante, il piano regolatore impose regole di costruzione severe sulle nuove abitazioni da costruire, le quali dovevano seguire precisi canoni relativi sia all'altezza degli edifici e sia alla proporzione di area verde di viali e giardini.
Oggi il quartiere, posto nella periferia est della città, è in espansione lungo la direttrice di via Comacchio ed in particolare verso la frazione di Cona, dove è ubicato il nuovo ospedale cittadino. L'ultima opera di ampliamento residenziale attuata in questa prospettiva è stata la costruzione di un nuovo agglomerato di palazzi e condomini denominato Porta Ferrara.
Dopo molti anni di lavori, il quartiere ha visto l'apertura della Chiesa parrocchiale nel corso del 2011, dedicata a Beato Giovanni Taveli da Tossignano.

## Territorio e viabilità
Il quartiere si sviluppa interamente lungo la via Comacchio, che lo attraversa trasversalmente, e si estende nella periferia est della città confinando a nord con il Po di Volano, a sud con la linea ferroviaria Ferrara-Codigoro, a ovest con parte del Borgo San Giorgio e Quacchio e ad est con la frazione di Cocomaro di Cona.
Il trasporto pubblico è svolto dalla linea di autobus numero 6, che collega il quartiere con il vicino ospedale ubicato a Cona e con la frazione di Porotto, gestita da Tper. Nel quartiere è presente anche una fermata del futuro servizio ferroviario suburbano che sarà attivato sulla linea Ferrara-Codigoro, ubicata in via San Bartolo, nelle vicinanze di Aguscello.